# Plúteo (arquitectura)

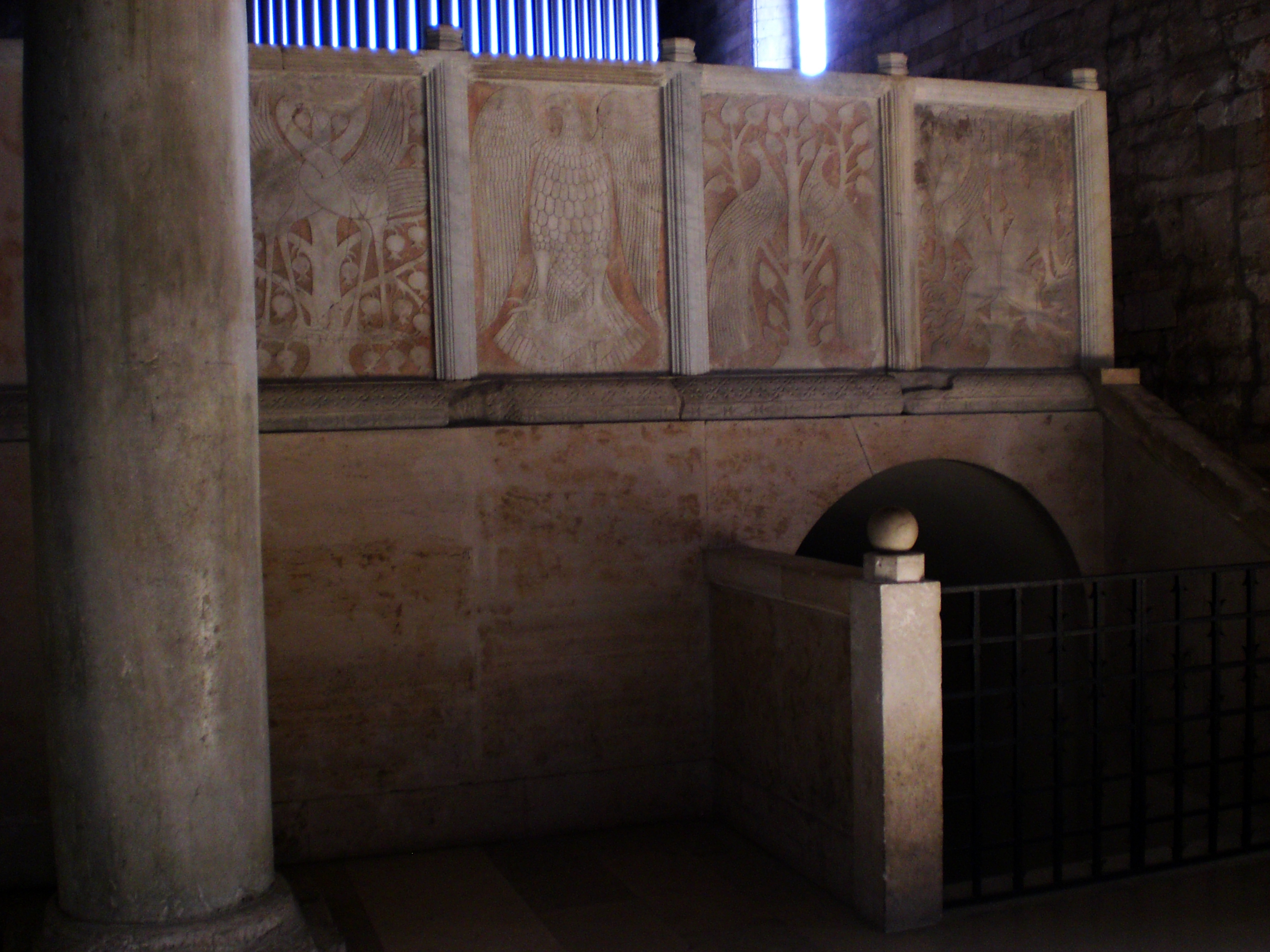
Plúteos de la Catedral de Ancona de 1189.

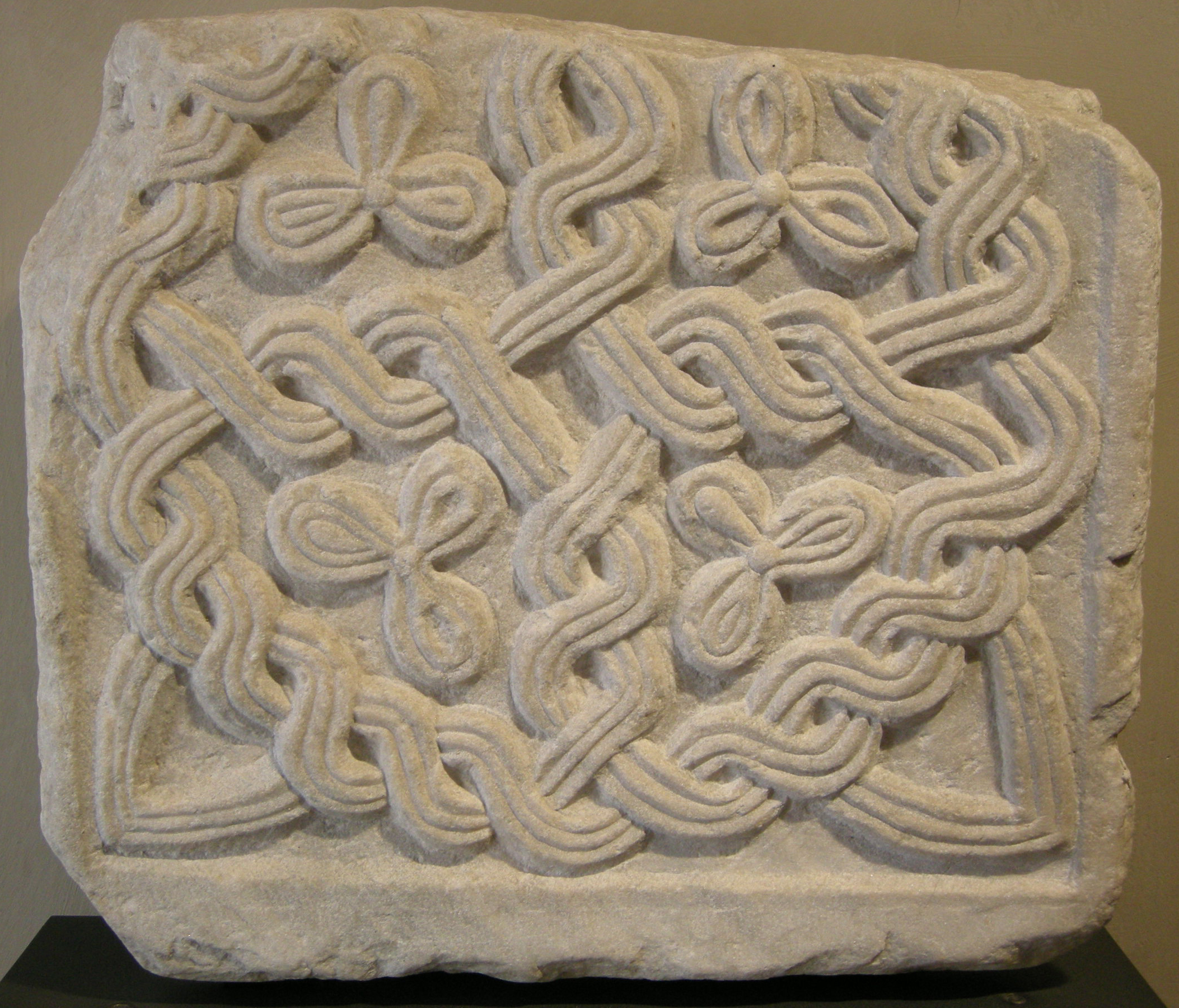
Plúteo lombardo de piedra.

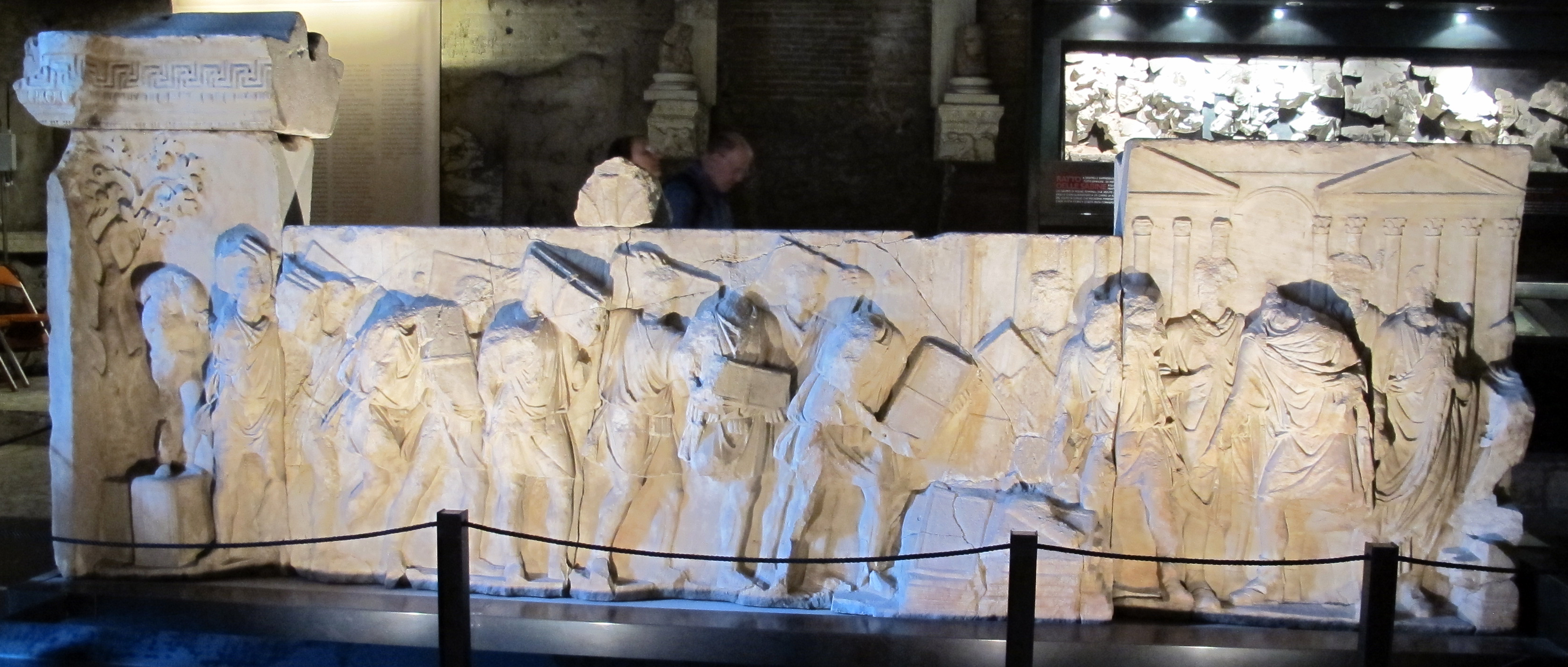
Plúteos de Trajano.

En arquitectura, un plúteo (del latín plutheus, "tablero, estante") es una especie de parapeto, pretil o antepecho de mármol, piedra (caliza u otra), madera o metal generalmente decorado en relieve o reforzado con motivos geométricos o figurativos. Los plúteos, a veces, están formados por varias placas rectangulares macizas, a diferencia de las transennas que tienen decoración calada.
Un ejemplo son los llamados "Plúteos de Trajano", descubiertos en 1872 en el Foro Romano de Roma, en la zona comprendida entre el Comitium y la columna de Focas. 
Se utilizó sobre todo en la arquitectura paleocristiana y medieval donde el plúteo divide los diversos espacios de una iglesia, en particular, el presbiterio y el coro. En una iglesia puede realizar la misma función del iconostasio, aunque denotan diferentes características artísticas.